# Magnesia del Meandro
Magnesia del Meandro (en griego antiguo: Μαγνησία, romanizado: Magnēsia, en griego jónicoː Μαγνησίη/Magnēsiē; también Magnesia junto al  Meandro, Magnesia προς/epi Maiandrō, en latín: Magnesia ad Maeandrum) es una ciudad antigua situada en el interior de la península de Anatolia  de la que apenas quedan hoy algunos restos arqueológicos próximos a la ciudad moderna de Germencik. Fue una antigua ciudad y ciudad-Estado (polis) en Jonia, en la actual Turquía. Su centro urbano estaba situado cerca de Tekini, en la actual provincia de Aydın.

## Geografía
La primera parte del nombre se debe a sus fundadores, colonos griegos provenientes de Magnesia de Tesalia. Recibe la segunda del río Meandro, en cuyas orillas se encuentra. La ciudad era un importante enclave de comunicaciones entre las ciudades costeras de Priene, Éfeso y Mileto y el interior de Anatolia, al que se accedía por la ruta de Trales de Caria (actual Aydin). Estaba situada río arriba de Éfeso y distaba unos 22 km de Mileto.
No se conoce con certeza el emplazamiento anterior, arcaico y clásico temprano, de Magnesia. Se sugiere que estaba situado en la confluencia de los ríos Menderes y Leteo, al norte del primero, en un lugar del periodo arcaico cercano al golfo de Latmo rellenado posteriormente, y a unos cinco kilómetros de la ciudad posterior.
La ciudad se llamaba comúnmente Magnesia del Meandro en distinción de la Magnesia del Sípilo de Lidia, pero era una ciudad diferente y situada al suroeste de Magnesia.
Se calcula que la superficie de la ciudad-estado de Magnesia era de unos 200-500 kilómetros cuadrados. La región de Magnesia era fértil y producía vino, higos y hortalizas, entre otras cosas.
Desde Magnesia partían tres caminos principales, uno al noreste hacia Tralles, otro al este hacia Priene y otro al oeste hacia Éfeso. Estrabón describió la ciudad como situada en el camino entre Tralles y Éfeso.
En la actualidad, en Aydin, la carretera que cruza la autopista principal que se dirige hacia el sur, vía Yatağan y Muğla hasta Marmaris y otros puertos de la costa mediterránea turca, en dirección hacia el oeste hasta la desviación de Söke, describe una larga curva por el sur de Jonia y Caria occidental.
Su plano hipodámico, así como varios monumentos fueron concebidos por el arquitecto y urbanista Hermógenes. En el siglo XIX se llevaron a cabo tres campañas de excavaciones por los museos de Estambul, de Berlín y del Louvre.

## Historia

### Historia antigua y mitología
Según la mitología griega, Leucofriene, hija del rey local Mandrolitoques, traicionó a su ciudad natal a los colonos griegos. Esto se convirtió en Leucofriene, el epíteto de Artemisa, a quien se rendía culto en la ciudad. Se cree que la doncella Leucofriene fue enterrada en el lugar del santuario de Artemisa, más tarde templo de Artemisa Leucofriene.
Aunque su territorio se extendía dentro de Jonia, no fue aceptada en el seno de la Liga Jónica debido a que había sido habitada por eolios.y estaba situada en medio de las demás ciudades de la Liga. El ciudadano de la ciudad fue etnonimizado como Magnēs (Μάγνης).

### Período arcaico y clásico temprano

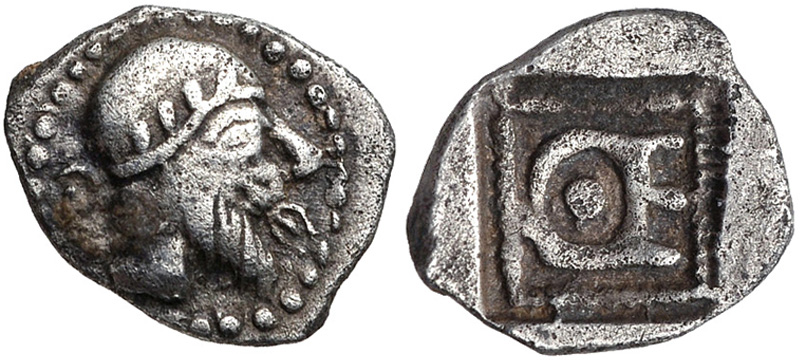
Moneda acuñada por Magnesia durante el gobierno de Temístocles, c. 465-459 a. C.

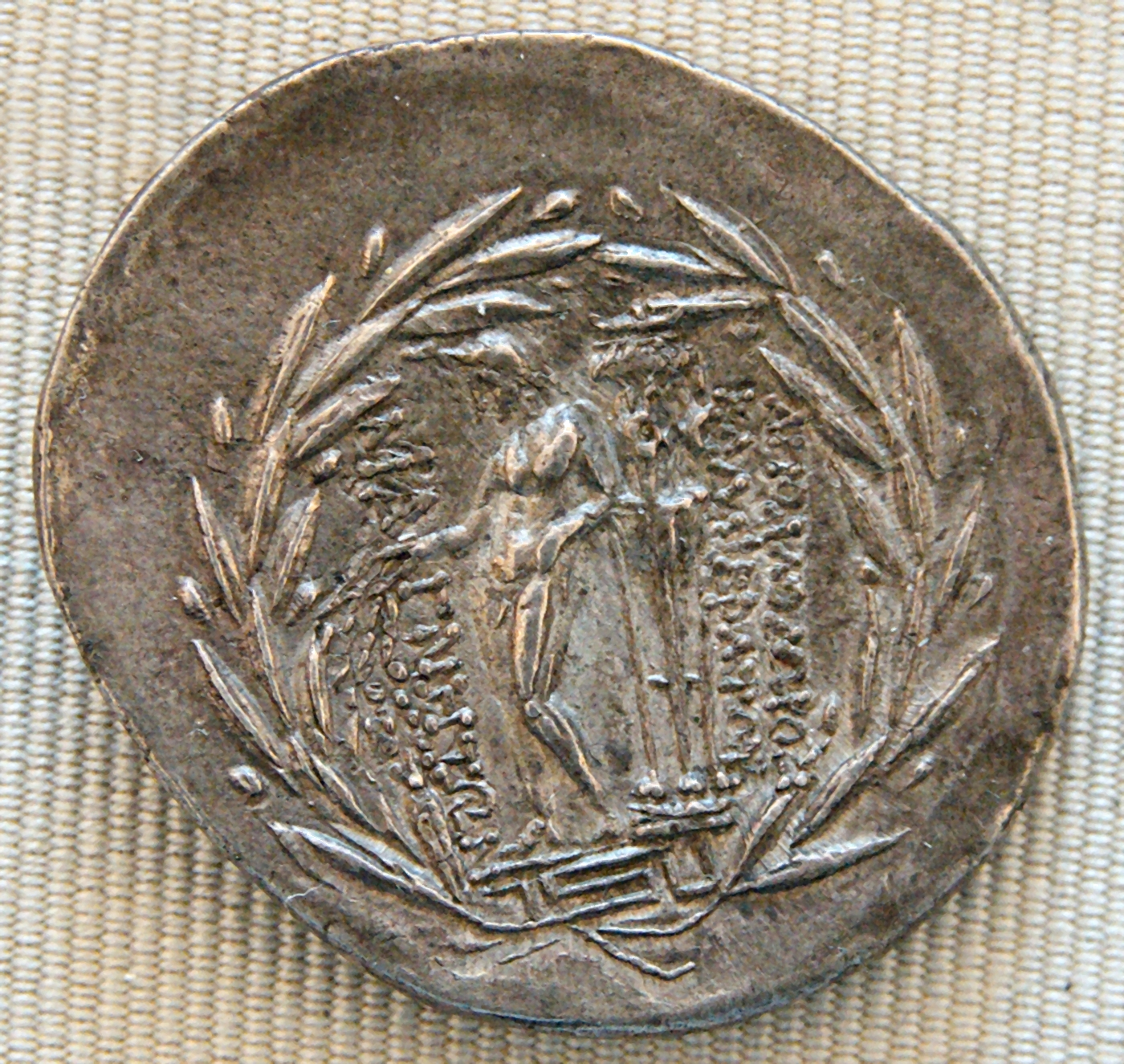
Tetradracma de plata de Magnesia, ca. 155-145 a. C.

Magnesia parece haber surgido rápidamente como una ciudad próspera.
Primero estuvo sometida a los lidios. Giges, rey de Lidia, la conquistó. Posteriormente sufrió incursiones de los cimerios, quienes la destruyeron en 726 a. C. Estaba en guerra con Éfeso en el 600 a. C. capturó Magnesia bajo el rey Giges, pero los cimerios capturaron y destruyeron la ciudad en algún momento del mismo siglo. El sitio fue entonces recolonizado, ya sea por Mileto o Éfeso.
A partir del año 547/546 a. C., estuvo con frecuencia bajo el control del Imperio aqueménida más o menos al mismo tiempo que otras ciudades griegas de la región. Los sátrapas persas vivieron en la ciudad durante un tiempo en el 500 a. C. Participó en la revuelta jónica de 499 a. C. Los sátrapas de Lidia la utilizaban como segunda residencia. En 490 a. C. acogió como gobernador al estratego ateniense Temístocles, el vencedor de la batalla de Salamina, quien se había refugiado entre sus antiguos enemigos tras haber sido proscrito de su patria. Su efigie aparece en algunas monedas magnesias. El general e historiador ateniense Tucídides la eligió como lugar de exilio.
En torno al año 400 a. C., tras nuevos choques de los magnetes con los aqueménidas, la ciudad fue ocupada por el general espartano Tibrón, quien la refundó en otro lugar, en las laderas del monte Tórax. El nuevo emplazamiento estaba a orillas del Leteo, un pequeño afluente del Menderes. El nuevo asentamiento estaba en un sitio llamado Leucofris (literalmente «Cejas blancas»), en torno a un santuario dedicado a la diosa Artemisa, hermana gemela de Apolo. El culto a Artemisa Leucofriene sustituyó al de la diosa madre anatolia Dindimene.
Magnesia acuñó su propia moneda de plata a partir del 400 a. C. Nunca formó parte de la Liga de Delos, liderada por Atenas, a la que pertenecían las demás ciudades griegas de la región.
Temístocles murió en la ciudad en 459 a. C.. Fue gobernada entonces por su hijo Arquéptolis, que se casó con su hermanastra Mnesiptolomeo. De este modo, la ciudad fue gobernada por una dinastía griega poco común en la época. Al parecer, los descendientes de Temístocles regresaron a Atenas después del 412 a. C.
Los espartanos conquistaron Magnesia a los persas durante la guerra de Corinto en 400 a. C. bajo el mando de Tibrón. Posteriormente, hacia el año 399 a. C., el centro urbano de Magnesia fue trasladado a su ubicación actual, más fácil de defender.

### De la época clásica tardía a la época romana
En dicho lugar ya estaba erigido el Templo de Artemisa Leucofriene. La vieja ciudad quedó anegada por los aluviones del río. La nueva Magnesia pasó sucesivamente al dominio de los macedonios, lágidas y al reino de Pérgamo. Fue partidaria de Alejandro Magno, tras conquistarla  y tras su muerte cambió de manos entre sus sucesores, los diádocos, y finalmente estuvo en posesión de Antígono I Monóftalmos hasta el año 301 a. C.
Fue sometida por los seléucidas, bajo cuyo control permaneció, salvo durante una efímera dominación egipcia, hacia los años 272-258 a. C. En 188 a. C., mediante la Paz de Apamea, pasó a depender del reino de Pérgamo.
La nueva ciudad de Magnesia era una democracia al menos a finales del siglo III a. C., y contaba con una boulé, (consejo), y una ekklesía (asamblea). Su forma de gobierno se incluyó en la colección de 158 ciudades-estado de la Constituciones de Aristóteles. Acuñó su propia moneda de bronce a partir del año 300 a. C.[
Filipo V de Macedonia cedió la región de Miunte a los magnesios en 201 a. C., pero la Paz de Apamea de 188 a. C. devolvió la región a Mileto.
Tras la guerra romano-siria (188 a. C.), fue anexionada a la región de Pérgamo. El periodo que siguió fue el de mayor prosperidad de la ciudad.
En 133 a. C., el reino pasó a manos de la República romana. En el 87 a. C., apoyó militarmente a los romanos en la segunda guerra mitridática contra el rey del Ponto. En agradecimiento, Sila le otorgó el estatus de municipio romano, convirtiéndose pronto en unos de los centros más prósperos de la región. Durante el Imperio romano, en una moneda del emperador Gordiano III (siglo III) figura como la séptima ciudad de la Asia. En las monedas romanas imperiales de la ceca de Magnesia, figura a menudo en el reverso Artemisa Leucofriene o su templo. Del templo, cabe mencionar una de Caracalla con la estatua de la diosa dentro de un templo tetrástilo; y de la diosa una de Marco Aurelio que sostiene en sus manos unas Nikes aladas y otra de Alejandro Severo, en la que aparece la diosa llevando un sistro y una sítula en las manos. Con el cristianismo declarado religión oficial del Imperio, fue una importante sede episcopal: las fuentes documentales mencionan a 8 obispos.
Magnesia triunfó en los Juegos Olímpicos, y se sabe que obtuvo al menos 15 victorias a lo largo de la Antigüedad. La ciudad también obtuvo al menos una victoria en los Juegos Píticos.

En la propia Magnesia se celebraba cada cuatro años las fiestas Leucofriene a, que incluía competiciones. Atraían a participantes de la Sicilia y Persia.
Magnesia ya contaba con una iglesia cristiana en el año 110 d. C. como muy tarde. Ignacio de Antioquía dirigió una carta a los magnesios, la Epístola de Ignacio a los Magnesios. La ciudad aún era próspera en el año 200 d. C. bajo el emperador Galieno.Los godos destruyeron la ciudad en 262, y nunca se recuperó después. Las incursiones árabes pusieron fin a la sede episcopal.
A principios del período bizantino, Magnesia era un obispado, y sus obispos se mencionan a menudo entre los participantes en las reuniones eclesiásticas. En la Baja Edad Media, fue principalmente una pequeña fortaleza fronteriza de Bizancio. Los otomanos ocuparon la región hacia 1300. Finalmente, el lugar fue abandonado debido a las inundaciones.

## Excavaciones arqueológicas

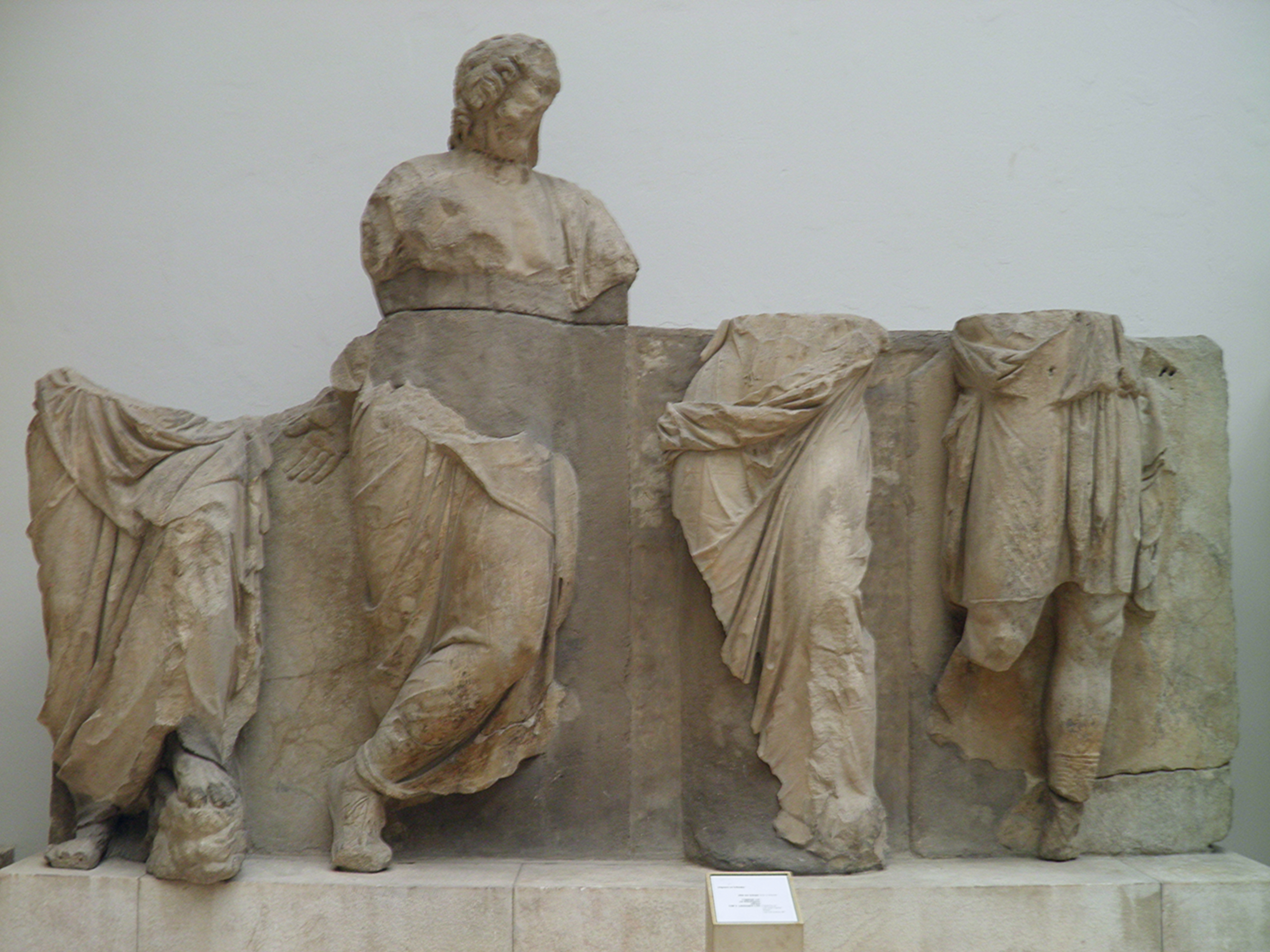
Fragmento del relieve de cuatro figuras del altar del templo de Artemisa Leucofriene. Finales del Museo de Pérgamo, Berlín.

Las principales ruinas de Magnesia se encuentran junto a la carretera, poco después de la última desviación a Söke. Todo lo que queda de la ciudad es una corta sección de las murallas bizantinas, atravesadas por la carretera, y los cimientos y algunos fragmentos estructurales del templo de Artemisa Leucofriene.
Las ruinas permanecieron desconocidas hasta comienzos del siglo XIX, a pesar de hallarse a corta distancia de Éfeso. El asentamiento de la antigua ciudad fue identificado en 1803 por William Hamilton.
En 1842 el gobierno francés organizó una expedición oficial dirigida por Charles Texier. En el curso de las excavaciones aparecieron muchas esculturas, que en su mayoría fueron transportadas al Museo del Louvre, incluidas las placas del friso de la amazonomaquia provenientes del templo de Artemisa Leucofriene. Las excavaciones del yacimiento arqueológico prosiguieron de 1891 a 1893 a cargo de un equipo de arqueólogos alemanes, del Instituto Arqueológico Alemán, dirigidos por Carl Humann, el descubridor del Altar de Zeus de Pérgamo. Duraron 21 meses y sacaron parcialmente a la luz parte del teatro, el templo de Artemisa, el ágora, el templo de Zeus y el pritaneo. Las excavaciones se reanudaron, después de cien años, en 1984, por Orhan Bingöl, catedrático de la Universidad de Ankara y por el Ministerio turco de cultura.
Los hallazgos están expuestos en Estambul y Aydın, así como en Berlín y París. Las réplicas del pronaos (pórtico) del templo de Zeus y la entrada del de Artemisa pueden visitarse en el Museo de Pérgamo, en Berlín.
La ciudad de Magnesia estaba rodeada de murallas, cuyo trazado puede rastrearse por todas partes. Se conservan algunas partes de las murallas y los restos de una torre. Las murallas mejor conservadas se encuentran en las colinas del extremo sur de la ciudad. Algunos de los restos visibles de la muralla datan de la época bizantina.  Las calles principales discurrían de este a oeste y las transversales de norte a sur. La ciudad carecía de acrópolis propiamente dicha.

## Edificios religiosos

### El gran altar

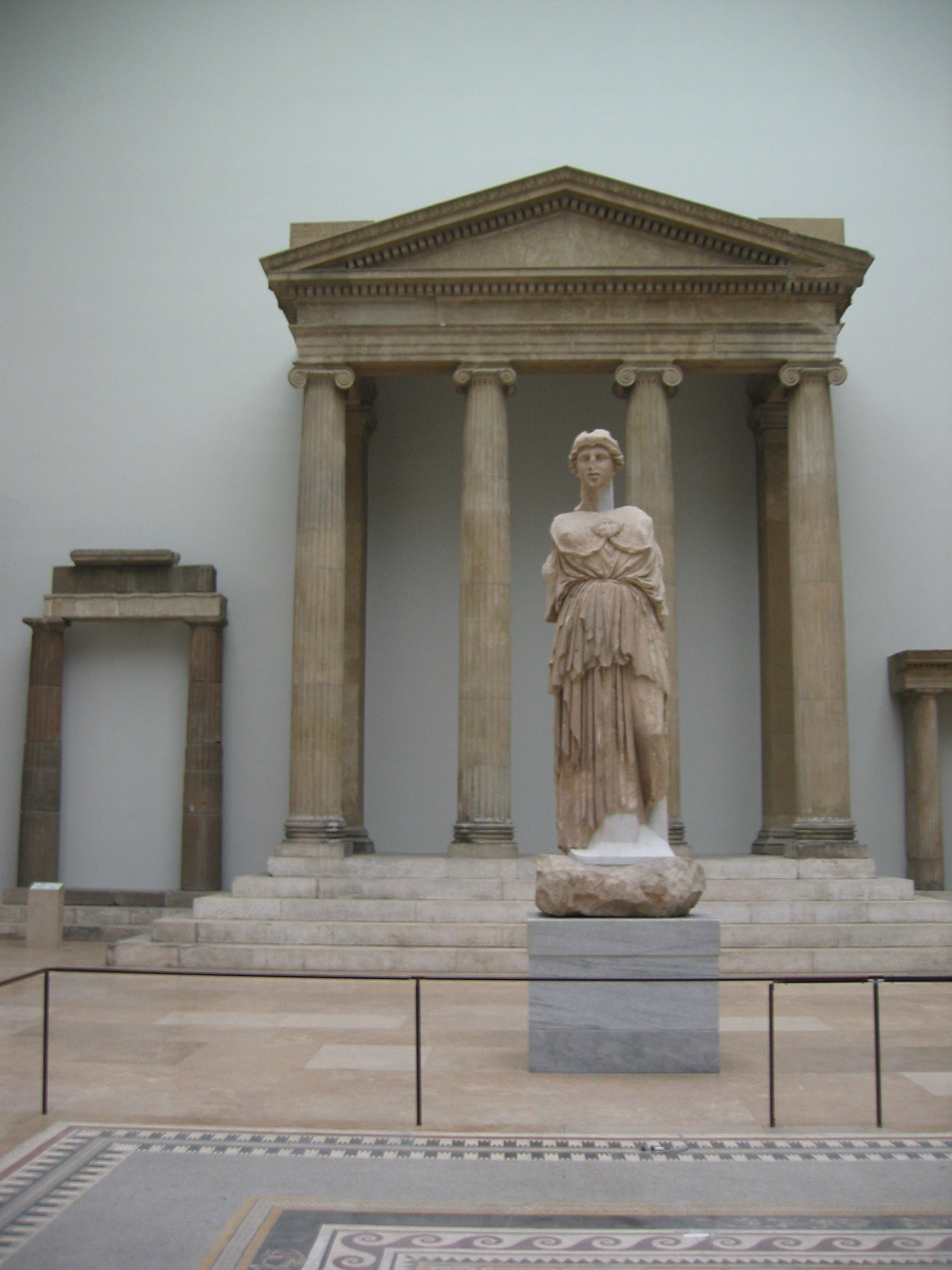
Pronaos del templo de Zeus Sosípolis conservado en el Museo de Pérgamo de Berlín. Delante, una estatua de Artemisa Leucofriene.

Tenía forma de pi, cuyo modelo se puso en práctica en el periodo helenístico, como en Pérgamo. Estaba formado por un grand podio escalonado sobre el que se levantaba una estructura de dos cuerpos, con un espacio interior descubierto en que estaba situado el altar propiamente dicho: un pórtico de orden jónico ocupaba su frente principal y un muro con semicolumnas los demás lados. El zócalo que sostenía la columnata carecía de decoración, mientras que una serie de altorrelieves con figuras de divinidades ocupaba los espacios entre columnas. En el exterior se hallaba un friso inacabado. Los cimientos medían 23,07 x 15,62 m.

### Templo de Zeus Sosípolis

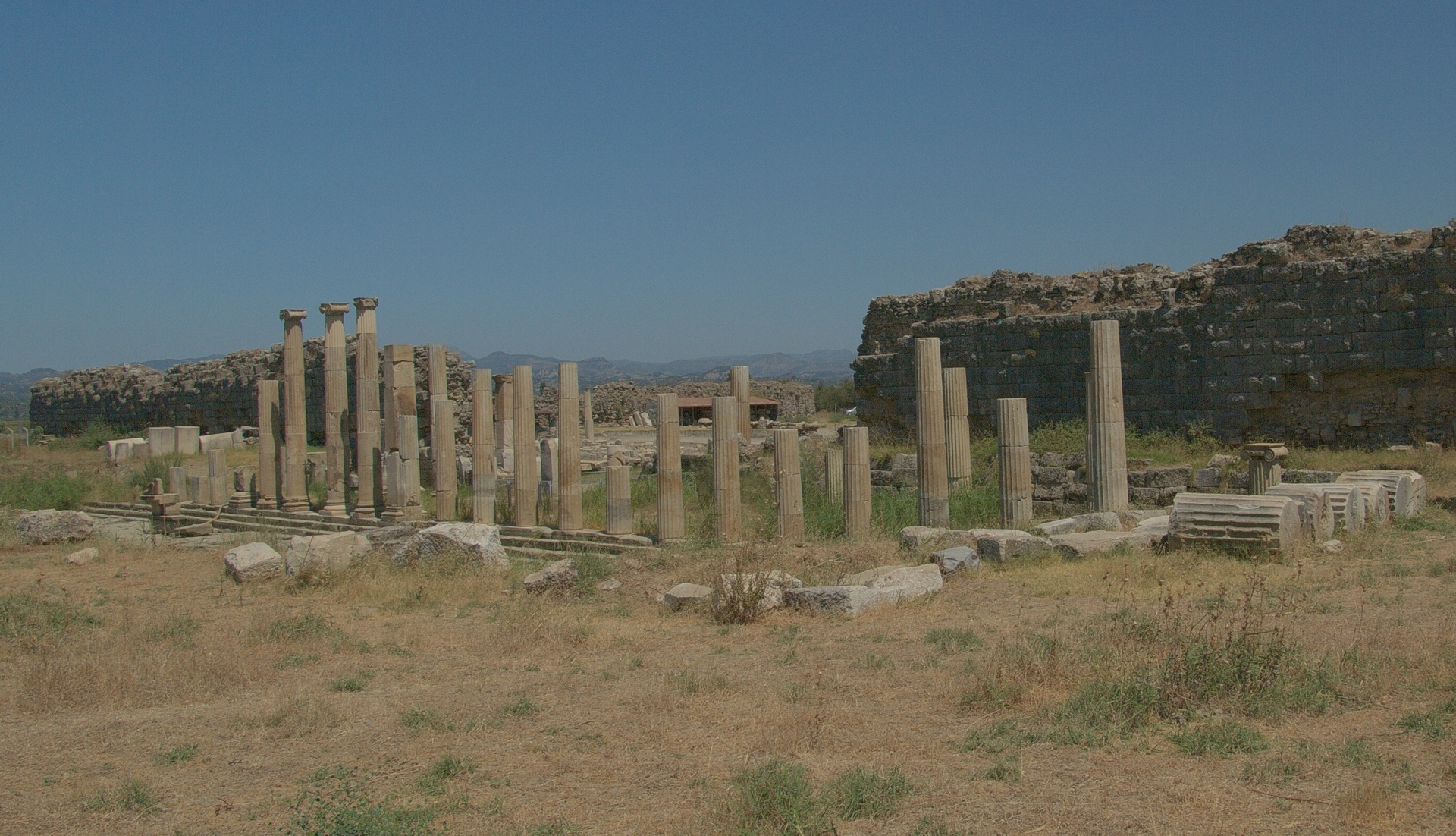
Restos del templo.

El templo de Zeus Sosípolis se encontraba en la zona meridional del ágora. Construido por Hermógenes de Alabanda en el primer cuarto del siglo II a. C., es un templo de estilo jónico, erigido a raíz de una victoria de la ciudad sobre Mileto en el año 197 a. C. Abierto hacia el este, este templo próstilo tetrástilo (4 columnas en la fachada), en el extremo oeste  y dístilo in antis en el extremo este, presentaba una cella y un pronaos (vestíbulo) de idénticas dimensiones. El  opistodomos, precedido por dos columnas, medía exactamente la mitad, es decir, unos 7,4 × 15,8 m. Su entrada principal se encontraba en el extremo occidental, al igual que la del templo de Artemisa.
En el suelo de la cella aparecieron restos de una estatua colosal de Zeus. El dios estaba representado sentado en un trono. En la mano derecha sostenía una imagen de Artemisa, y en la derecha tenía un cetro.

### Templo de Artemisa Leucofriene

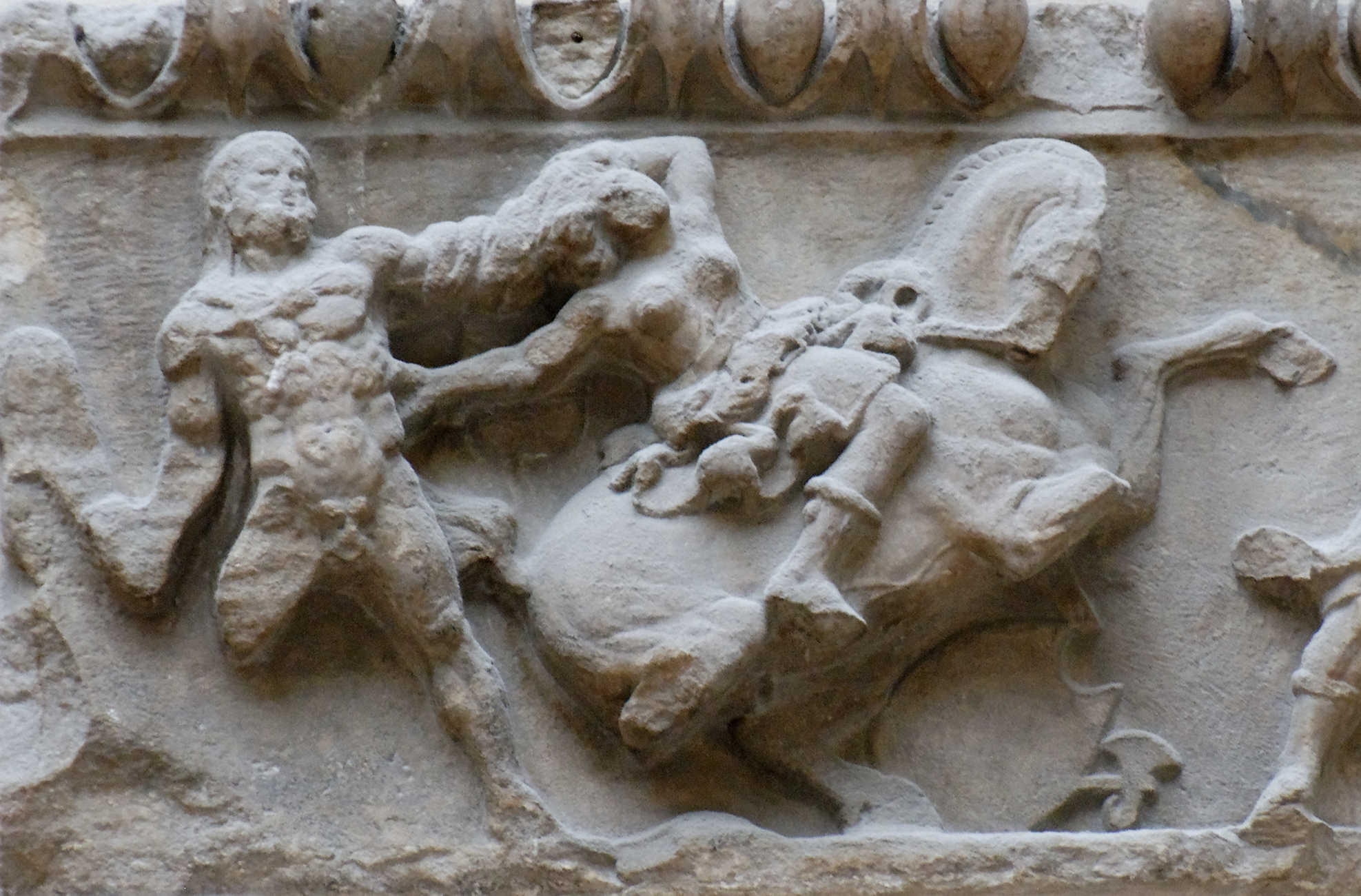
Heracles combatiendo con las amazonas, detalle de la amazonomaquia del friso del templo de Artemisa Leucofriene. (Museo del Louvre).

La existencia del santuario es muy anterior la primera fundación de Magnesia. Las excavaciones de Carl Humann sacaron a la luz algunos elementos de un templo jónico más antiguo (siglo VI-siglo V a. C.) de piedra caliza y de menores dimensiones que el helenístico.
El proyecto del nuevo templo formaba parte de una amplia remodelación urbanística que se llevó a cabo en el período helenístico, entre la segunda mitad del siglo III y la primera del siglo II a. C., atribuida al arquitecto Hermógenes. El templo dedicado a Artemisa Leucofriene se construyó en una explanada, rodeada en tres de sus lados por estoas dóricas.
Es un templo pseudodíptero de 8 x 15 columnas, levantado sobre un estilobato de 6 gradas con las mismas proporciones que el anterior. Las cuatro columnas centrales estaban dentro de la cella. La cella estaba precedido por un pronaos orientado al oeste, en el lado este el opistodomos equivalía a la mitad de su extensión. Las proporciones entre las distintas partes del templo estaban calculadas sobre la base de un módulo establecido por la amplitud del intercolumnio: la cella y el pronaos tenían una profundidad equivalente a cuatro módulos, el opistodomos equivalía a dos. En cuanto a la amplitud, la cella coincidía con los tres intercolumnios centrales de la fachada. La entrada al templo y el altar se encontraban, excepcionalmente, en su lado occidental. El templo estaba rodeado por un gran témenos de columnas.
Presentaba un frontón abierto con tres vanos cuadrangulares destinados a aligerar la estructura. La innovación de la planta pseudodíptera de Hermógenes consistía en suprimir la columna más interna de la planta díptera, pero manteniendo la misma amplitud para la galería delimitada por las columnas, que adoptan proporciones más esbeltas. En el cornisamiento externo, sobre el arquitrabe se desarrollaba el friso, a lo largo de 175 metros un relieve con escenas de amazonomaquia, probablemente del siglo II a. C., es uno de los mejores conservados de la antigüedad. Las figuras de las lastras, destacadas en altorrelieve, se conservan en París, Estambul y Berlín. El xoanon (estatua de madera) para el culto que había sido trasladado del antiguo templo no se ha conservado.

## Ágora

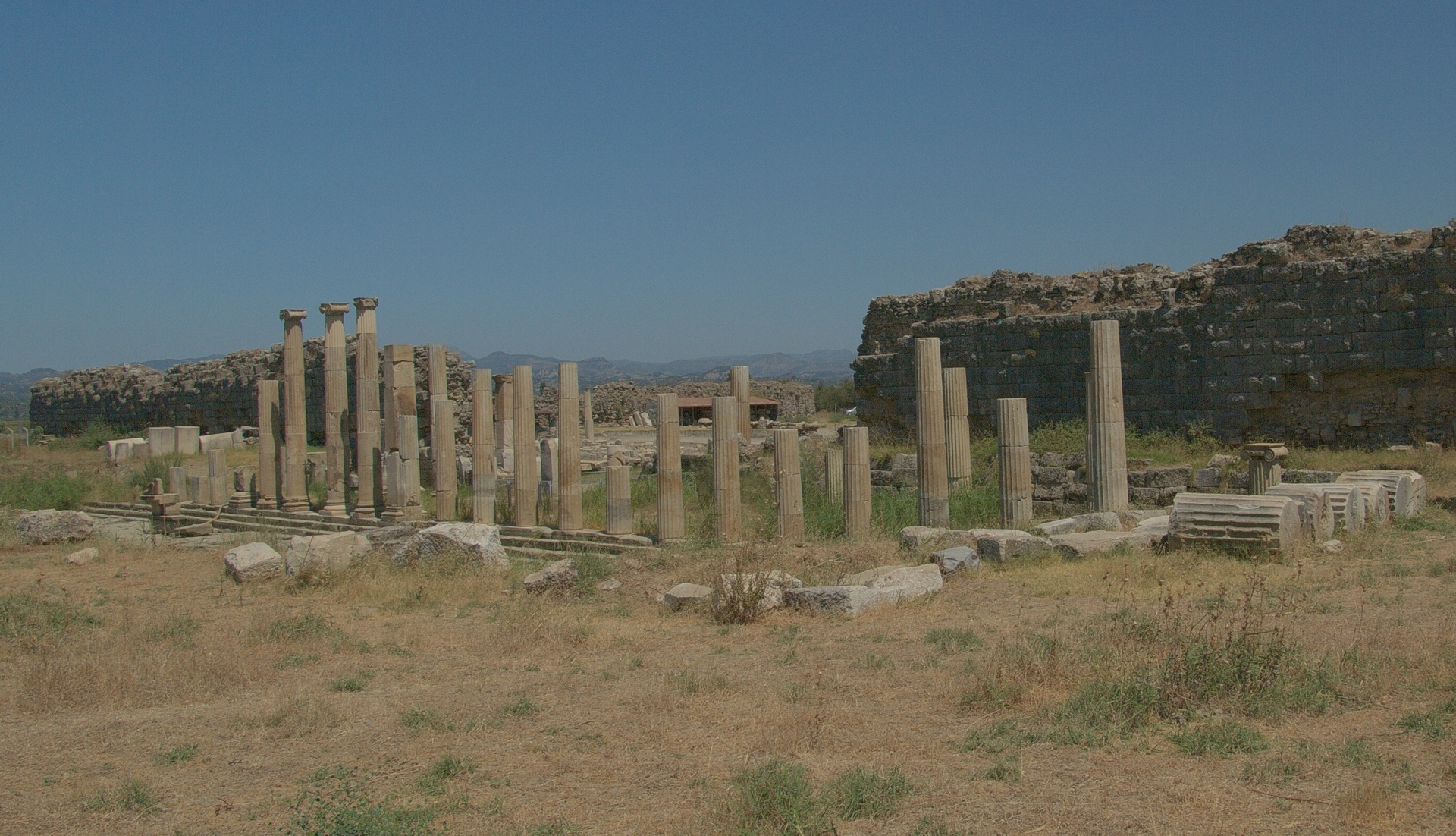
Restos de columnas en el lado oriental del Ágora.

Su gran ágora rectangular enlosada de 26 000 m², rodeada de pórticos, se inspiró en la de Priene. Estaba situada en la parte central de la ciudad. Se considera un buen ejemplo de la regularidad del ágora en época helenística.  Adyacente al recinto del templo de Artemisa, tenía una orientación norte-sur. Las estoas de sus cuatro lados estaban sobreelevados mediante tres escalones de mármol, con una dobe fila de columnas, jónicas las que daban a la plaza y dóricas las interiores. En la mitad del lado oeste había un espacio dedicado al culto de Atenea, atestiguado por el hallazgo de dos estatuillas de la diosa. La estoa sur comunicaba con cuatro vías de acceso, a las que asomaban los barrios residenciales privados; sin embargo la manzana suroccidental estaba ocupada por un edificio público, el pritaneo, sede oficial de los más altos magistrados de la ciudad. En el lado sursureste había un odeón y, en época romana, una  basílica. 
En la esquina suroeste del ágora había un monumento dedicado en el año 138 al atleta P. Elio Aristómaco.

## Teatro

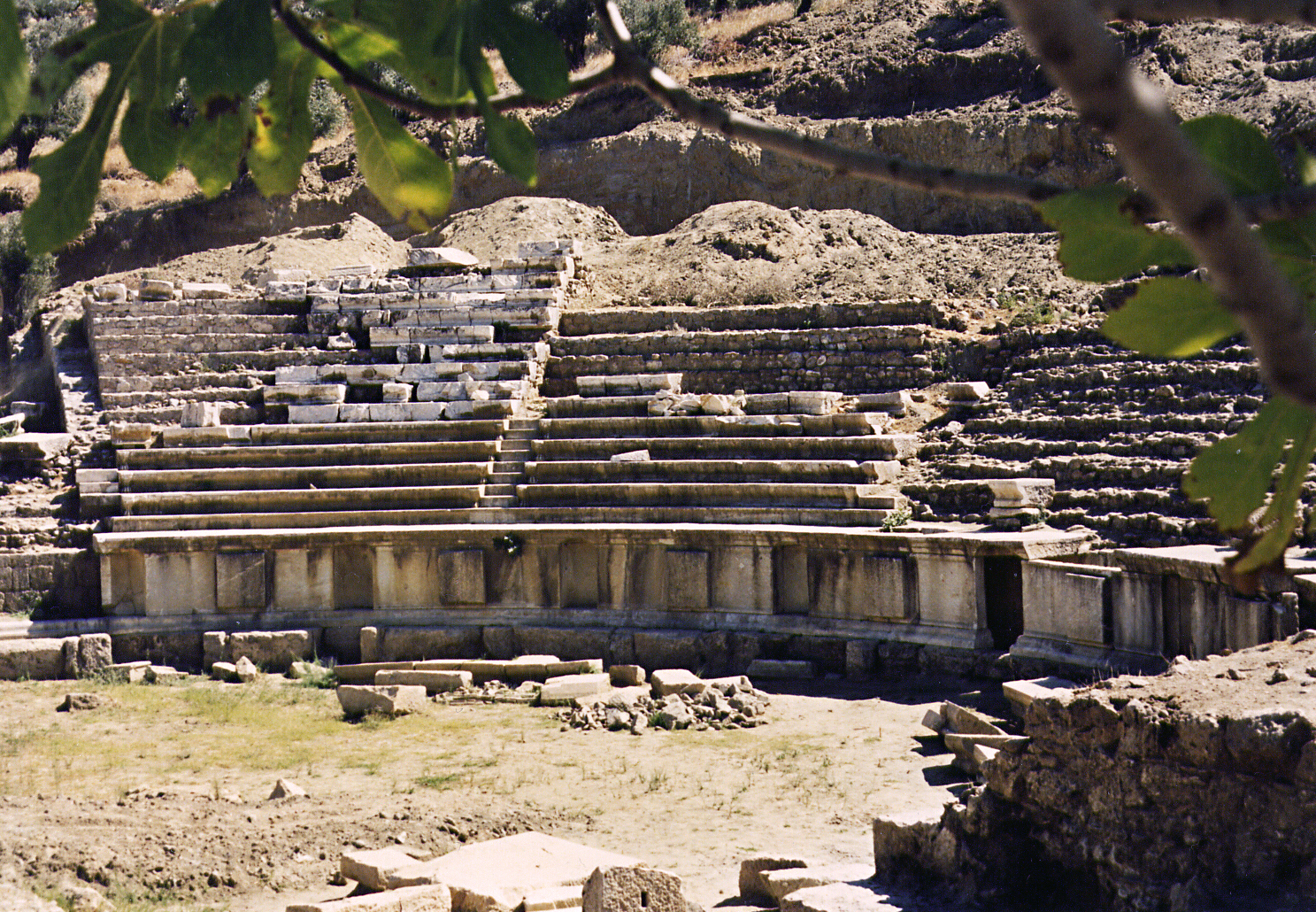
Teatro.

El teatro de Magnesia tiene 500 m de largo y está situado al suroeste del yacimiento al borde de la carretera, en la ladera noroccidental del monte Tórax. Fue localizado por la depresión de la cávea, en la que asomaba algún que otro muro derruido. Las excavaciones fueron dirigidas y financiadas por Friedrich Hiller von Gaertringen en 1890 y 1891. Carl Humann y R. Heine colaboraron en la identificación de las estructuras. La parte más antigua del teatro, con paredes de poros de las que se recuperó algún tramo, es contemporánea a la segunda fundación de la ciudad, y por consiguiente poco posterior al 400 a. C. Era ligeramente más ancho que un semicírculo. El edificio se reconstruyó completamente en el período helenístico, concretamente en los primeros decenios del siglo II a. C. La cávea estaba subdividida en cinco cunei (secciones semicirculares) por medio de seis escalerillas radiales. En la orchestra, revestida de mármol, se halló un profundo canal que partía del escenario y llegaba hasta el centro del área, donde se dividía en dos brazos opuestos. El frente del teatro era rectilíneo. Estaba formado por cinco cámaras paralelas construidas en poros, cuyos cimientos eran bloques de piedra caliza. En la época de la reconstrucción se decoró con órdenes de columnas superpuestas. En época romano imperial el frente del escenario se desplazó hacia delante y las dos entradas laterales a la cávea se cerraron al público y se destinaron a uso escénico. Los asientos estaban dispuestos en 26 filas, en cuyos extremos tenían decoraciones de garras de león. En una inscripción hallada en el teatro se menciona que la reconstrucción del siglo II a. C. fue obra del arquitecto Apolófanes.

## Estadio
El estadio griego de Magnesia estaba situado en la parte suroeste del recinto amurallado de la ciudad. Se construyó en un valle entre colinas, donde su graderío aprovechaba las pendientes naturales. El edificio fue reconstruido con mármol en época romana. Solo se ha excavado parcialmente, pero está excepcionalmente bien conservado.

## Edificios de época romana y bizantina

### Theatron

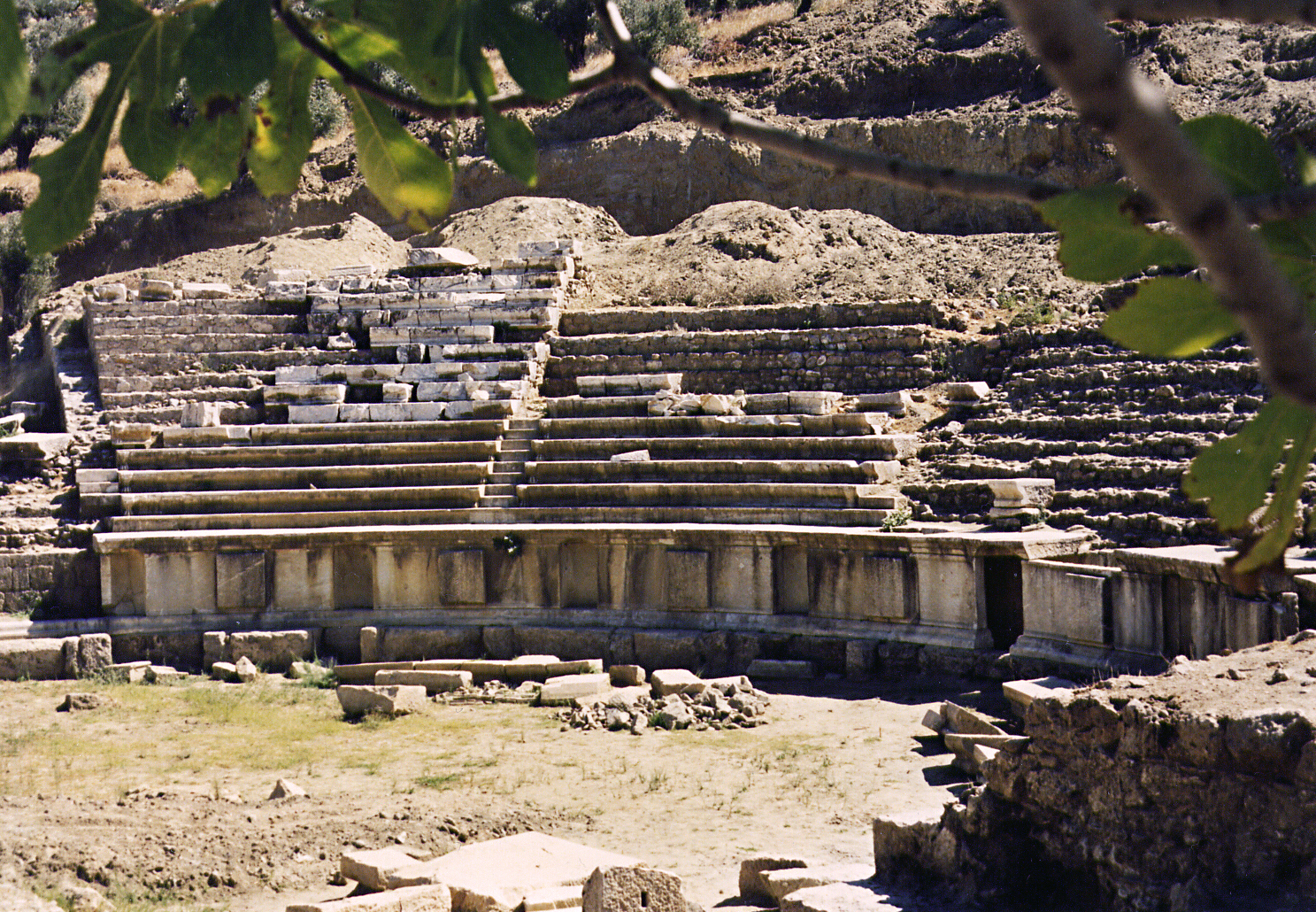
Restos del theatron.

También hubo un segundo teatro romano en la ciudad, pero se desconoce su finalidad real. Por ello, en el estudio sólo se le conoce como theatron. Estaba situado al sur del teatro griego y fue construido en el siglo I d. C.

## Otros edificios y estructuras
Entre el templo de Artemisa Leucofriene y el teatro se halla un odeón, un estadio de 2500 plazas y otro teatro inacabado. Hay también dos gimnasios que siguen el modelo del de Mileto, uno equipado con termas y situado en la parte central de la ciudad, y el otro en la parte oriental, cerca del río Lete.También corresponde a época romana la construcción de un acueducto que bajaba por la ladera del monte Tórax y surtía un complejo deportivo con palestras, instalaciones termales y salas de reuniones. Una basílica bizantina y la muralla que rodea el templo de Artemisa Leucofriene aún no han sido estudiados.
También se erigió un templo circular de Atenea, situado en una colina cerca del teatro, así como el templo de Dioscuros, el templo de Serapis o Serapeum y el templo de Dioniso. Todos ellos fueron construidos en la época helenística.
Según fuentes antiguas, en el período arcaico y primer período clásico, la ciudad contaba con un templo de  Cibeles Dindimene (del monte Díndimo),  donde la esposa de Temístocles o, según otras fuentes, la hija Mnesiptolema ejercía de sacerdotisa. Sin embargo, no queda nada de él, ya que estaba situado en un emplazamiento anterior de la ciudad. Según Tucídides, había una estatua de Temístocles en el ágora de la ciudad.
Se han encontrado cementerios en los lados este y oeste de la ciudad. También se ha hallado un túmulo en las cercanías. 